# Willi Bloedorn

Wilhelm Bloedorn

Wilhelm Bloedorn (* 6. April 1887 in Kucklow, Kreis Cammin i. Pom.; † 24. März 1946 im Speziallager Nr. 9 Fünfeichen, Mecklenburg) war ein deutscher Politiker und Parteifunktionär der NSDAP. Er war Reichstagsabgeordneter und Landesbauernführer in Pommern.

## Leben
Bloedorn besuchte von 1893 bis 1901 die Volksschule. Anschließend in der Landwirtschaft ausgebildet, übernahm er 1909 den Hof seiner Großeltern. Ab dem 1. November 1914 nahm er am Ersten Weltkrieg teil, in dem er am 23. Mai 1915 eine schwere Verwundung erlitt. Nach seiner Genesung wurde er bis zum 3. Dezember 1918 in Landsturm- und Landwehreinheiten eingesetzt.
In der Zwischenkriegszeit bewirtschaftete Bloedorn seinen Bauernhof. Er saß im Vorstand der Landwirtschaftskammer für die Provinz Pommern und war Vorsitzender des Kreislandbundes Cammin und des Pommerschen Landbundes. Bloedorn trat zum 1. Februar 1930 der NSDAP bei (Mitgliedsnummer 188.880). Außerdem wurde er Mitglied ihres Kampfverbandes, der Sturmabteilung (SA). In dieser wurde er im April 1936 zum SA-Standartenführer, am 30. Januar 1939 zum SA-Brigadeführer und am 9. November 1944 zum SA-Gruppenführer befördert. Als Parteifunktionär der NSDAP war Bloedorn seit 1930 Gauamtsleiter für Agrarpolitik der NSDAP-Gauleitung in Pommern. Nach der Machtübertragung an die Nationalsozialisten wurde er im Frühjahr 1933 zum Landesbauernführer der Provinz Pommern ernannt. 1932 wurde Bloedorn als Abgeordneter der NSDAP in den Preußischen Landtag gewählt, dem er bis zu seiner Auflösung im Oktober 1933 angehörte. Im November 1933 wurde er Mitglied des Reichstages.
Am 14. Februar 1940 erließ Bloedorn eine Richtlinie, die eine unmenschliche Behandlung der polnischen Zwangsarbeiter in seinem Machtbereich (Pommern) vorsah. Im April 1941 wurde Bloedorn Mitglied des Reichsbeirates für Ernährung und Landwirtschaft. Bei Kriegsende wurde Bloedorn von der Roten Armee verhaftet und in das Speziallager Nr. 9 Fünfeichen bei Neubrandenburg verbracht, wo er im 59. Lebensjahr starb.
Er war Ausschussmitglied der Deutschen Zentralgenossenschaftskasse in Berlin und gehörte vielen Verwaltungs- und Aufsichtsräten an:
Aufsichtsräte
Stettiner Dampfmühlen AG
Deutsche Ansiedlungsbank, Berlin
Deutschen Industriebank, Berlin
Deutsche Bauerndienst Allgemeine-Versicherungs AG
Deutsche Bauerndienst-Lebensversicherungs-Gesellschaft, Berlin
Deutsche Bauerndienst-Tierversicherungsgesellschaft, Berlin
Märkisches Elektrizitätswerk, Berlin
Pommersche Landwirtschaftliche Hauptgenossenschaft, Stettin
Pommersche Bank AG in Stettin
Verwaltungsräte
Deutsche Rentenbank
Deutsche Rentenbank-Kreditanstalt (Landwirtschaftliche Zentralbank), Berlin
Reichsnährstand Verlags GmbH, Berlin.